# Korting
Een korting is een vermindering van de oorspronkelijke prijs, meestal met een bepaald percentage.
Er bestaan verschillende soorten korting:
- Promotieactie; zie ook aanbieding.
- Korting op slecht verkoopbare artikelen. Voorbeelden zijn kortingen tijdens de uitverkoop of verkoop van incourante boeken in de ramsj;
- Periodieke korting: voor diensten wordt in het laagseizoen of in de daluren een lagere prijs berekend.
- Korting voor houders van een kortingabonnement.
- Standaardkorting ofwel het rabat dat een handelaar krijgt op de consumentenprijs.
- Korting aan bepaalde groepen afnemers: wordt soms gegeven als 'personeelskorting', de 'vaste-klantenkorting' (bijvoorbeeld korting op een abonnementsprijs voor wie al lang abonnee is, de 'groothandelskorting' en de 'collectiviteitskorting' bij een ziektekostenverzekering.
- Korting bij afname van een grotere hoeveelheid: leveranciers geven vaak een 'kwantumkorting' bij afname van grotere hoeveelheden. Wanneer dit geldt bij een grotere afname ineens, wordt dit 'staffelkorting' genoemd. Soms wordt de korting achteraf berekend, wanneer aan het eind van een periode blijkt dat een bepaalde minimumhoeveelheid in die periode is afgenomen. Verder zijn er aanbiedingen zoals "tweede voor de halve prijs" en "bij aankoop van twee de derde gratis". Soms hoeft men de grotere hoeveelheid niet in één keer af te nemen, maar krijgt men bij aankoop van een bepaald soort artikel een zegeltje of stempel op een spaarkaart en krijgt men voor een volle spaarkaart het artikel gratis. Dit komt bijvoorbeeld voor bij koffie en maaltijden in de horeca.
- Korting op sommige of alle producten bij afname van een combinatie van producten.
- Betalingskorting is korting die wordt verleend wanneer een klant binnen een gestelde termijn betaalt.
- Heffingskorting is een bedrag dat in Nederland in mindering kan worden gebracht op de te betalen belasting en premies volksverzekeringen.

Bij een kortingfaciliteit voor in principe alle artikelen in een winkel zijn in Nederland tabak en boeken uitgezonderd en vaak ook geneesmiddelen. Ook komt het weinig of nooit voor dat men de korting ook krijgt op de aankoop van een cadeaubon (want als dit voor dezelfde winkel(keten) is zou men de facto dubbel korting krijgen, of korting buiten de periode van de actie en als het voor elders is zou men de facto daar ook korting krijgen). Soms is ook betaling met een creditcard uitgezonderd, omdat door de kosten die de winkel dan moet betalen de winstmarge toch al lager ligt. Reeds afgeprijsde artikelen zijn soms uitgezonderd, maar het komt ook voor dat de korting juist uitsluitend voor die artikelen geldt, als extra korting.
Soms wordt een artikel dat regulier te koop is ook nieuw aangeboden op een online veiling. Afhankelijk van wat anderen bieden, kan men hier soms het artikel met korting bemachtigen, ook als men de veilingkosten in aanmerking neemt. Vaak wordt er maar één exemplaar tegelijk geveild, maar heeft de veiling een vaste duur, bijvoorbeeld een aantal minuten of uren en begint er daarna gelijk weer een veiling voor het volgende exemplaar.